# Ка Гамбуто (Римини)
Ка Гамбуто је насеље у Италији у округу Римини, региону Емилија-Ромања.
Према процени из 2011. у насељу је живело 57 становника. Насеље се налази на надморској висини од 157 м.